# Hachiko
Hachiko (em japonês:  ハチ公; Odate, 10 de novembro de 1923 – Shibuya, 8 de março de 1935) foi um cão Akita japonês lembrado por sua notável lealdade ao seu dono, Hidesaburō Ueno, por quem ele continuou a esperar por mais de nove anos após a morte dele.
Hachikō nasceu em 10 de novembro de 1923, em uma fazenda perto da cidade de Ōdate, província de Akita. Em 1924, Hidesaburō Ueno, um professor da Universidade Imperial de Tóquio, o trouxe para morar em Shibuya, Tóquio, como seu animal de estimação. Hachikō se encontraria com Ueno na estação de Shibuya todos os dias após sua volta para casa. Isso continuou até 21 de maio de 1925, quando Ueno sofreu um acidente vascular cerebral durante o trabalho e faleceu. Daí até sua morte em 8 de março de 1935, Hachikō voltaria à estação de Shibuya todos os dias para esperar o retorno de Ueno.
Durante sua vida, o cão foi considerado na cultura japonesa um exemplo de lealdade e fidelidade. Bem depois de sua morte, ele continua a ser lembrado na cultura popular mundial, com estátuas, filmes, livros e aparições em várias mídias. Hachikō é conhecido em japonês como chūken Hachikō (忠犬ハチ公) ou "cão fiel Hachikō", hachi que significa "oito" e -kō que se origina como um sufixo usado para antigos duques chineses; assim, Hachikō poderia ser traduzido aproximadamente como "Senhor Oito".

## Vida

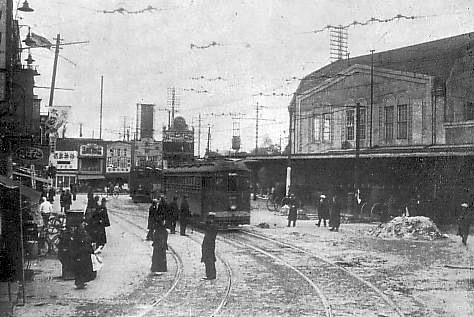
A Estação de Shibuya, onde Hachikō esperava o retorno de seu dono diariamente.

Em 1924, Hachikō foi trazido a Tóquio pelo seu dono, Hidesaburō Ueno, um professor do departamento de agricultura da Universidade de Tóquio. O professor Ueno, que sempre foi um amante de cães, nomeou-o Hachi e o encheu de amor e carinho. Hachikō acompanhava Ueno desde a porta de casa até à não distante, estação de trens de Shibuya, retornando para encontrá-lo ao final do dia. A visão dos dois, que chegavam na estação de manhã e voltavam para casa juntos na noite, impressionava profundamente todos os transeuntes. A rotina continuou até maio do ano seguinte, quando numa tarde o professor não retornou em seu usual trem, como de costume. A vida feliz de Hachikō como o animal de estimação do professor Ueno foi interrompida apenas um ano e quatro meses depois. Ueno nunca mais retornou à estação onde sempre o esperara Hachikō.
Em 21 de maio de 1925, o professor Ueno sofreu um acidente vascular cerebral durante uma reunião do corpo docente e morreu. A história diz que, na noite do velório, Hachikō, que estava no jardim, quebrou as portas de vidro da casa e fez o seu caminho para a sala onde o corpo foi colocado e passou a noite deitado ao lado de seu mestre, recusando-se a sair. Outro relato diz como, quando chegou a hora de colocar vários objetos particularmente amados pelo falecido no caixão com o corpo, Hachikō pulou dentro do caixão e tentou resistir a todas as tentativas de removê-lo.[carece de fontes?]
Depois que seu dono morreu, Hachikō foi enviado para viver com parentes do professor Ueno, que moravam em Asakusa, no leste de Tóquio. Mas ele fugiu várias vezes e voltou para a casa em Shibuya, e, quando um ano se passou e ele ainda não tinha se acostumado à sua nova casa, ele foi dado ao ex-jardineiro do Professor Ueno, que conhecia Hachi desde que ele era um filhote. Mas Hachikō fugiu daquela casa várias vezes também. Ao perceber que seu antigo mestre já não morava na casa em Shibuya, Hachikō ia todos os dias à estação de Shibuya, da mesma forma como ele sempre fazia, e esperou que ele voltasse para casa. Todo dia ele ia e procurava o professor Ueno entre os passageiros, saindo somente quando as dores da fome o obrigavam. E ele fez isso dia após dia, ano após ano, em meio aos apressados passageiros. Hachikō esperava pelo retorno de seu dono e amigo.
A figura permanente do cão à espera de seu dono atraiu a atenção de alguns transeuntes. Muitos deles, frequentadores da estação de Shibuya, já haviam visto Hachikō e o professor Ueno indo e vindo diariamente no passado. Percebendo que o cão esperava em vão a volta de seu mestre, ficaram tocados e passaram, então, a trazer petiscos e comida para aliviar sua vigília.
Por dez anos contínuos Hachikō aparecia ao final da tarde, precisamente no momento de desembarque do trem na estação, na esperança de reencontrar-se com seu dono.

### Publicação
Hachikō finalmente começou a ser percebido pelas pessoas na estação de Shibuya. Naquele mesmo ano, um dos fiéis alunos de Ueno viu o cachorro na estação e o seguiu até a residência dos Kobayashi, onde conheceu a história da vida de Hachikō. Coincidentemente o aluno era um pesquisador da raça Akita e, logo após seu encontro com Hachikō, publicou um censo de Akitas no Japão. Na época, havia apenas 30 Akitas puro-sangue restantes no país, incluindo Hachikō da estação de Shibuya. O antigo aluno do Professor Ueno retornou frequentemente para visitar o cachorro e durante muitos anos publicou diversos artigos sobre a marcante lealdade de Hachikō.
Sua história foi enviada para o Asahi Shinbun, um dos principais jornais do país, onde foi publicada em setembro de 1932. O escritor tinha interesse em Hachikō e, prontamente, enviou fotografias e detalhes sobre ele para uma revista especializada em cães japoneses. Uma foto de Hachikō tinha também aparecido em uma enciclopédia sobre cães, publicada no exterior. No entanto, depois da publicação da matéria no Asahi Shimbun, todo o povo japonês soube sobre ele e se tornou uma espécie de celebridade, uma sensação nacional. Sua devoção à memória de seu mestre impressionou o povo japonês e se tornou modelo de dedicação à memória da família. Pais e professores usavam Hachikō como exemplo para educar crianças.

## Morte

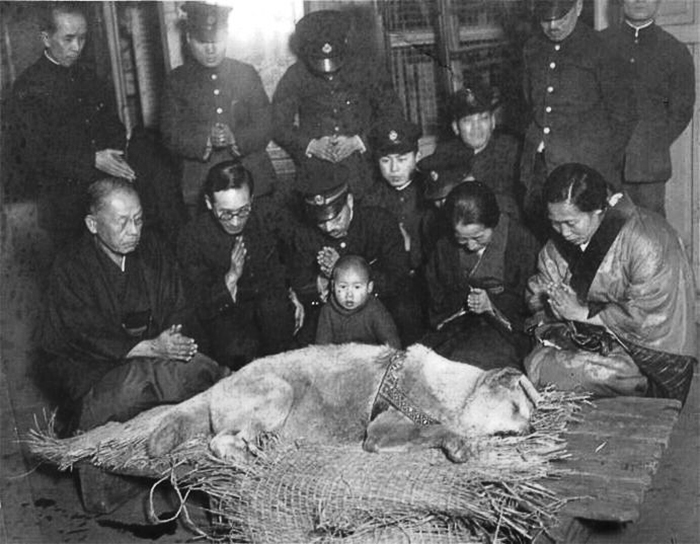
Foto tirada durante o funeral de Hachikō em 8 de março de 1935.

Hachikō morreu na madrugada de 8 de março de 1935, aos 10 anos, em uma rua lateral à estação de Shibuya. A duração total de tempo que ele tinha esperado o seu mestre foi de nove anos e dez meses. A morte de Hachikō estampou as primeiras páginas dos principais jornais japoneses e muitas pessoas ficaram inconsoláveis com a notícia. Um dia de luto foi declarado. Em março de 2011, cientistas japoneses confirmaram a causa da morte de Hachikō: o cão tinha câncer terminal e infecção por filariose. Havia também quatro espetos de yakitori no estômago de Hachikō, mas os espetos não danificaram seu estômago nem causaram sua morte.

Após sua morte, os restos mortais de Hachikō foram cremados e suas cinzas foram enterradas no Cemitério de Aoyama, em Minato, Tóquio, onde estão ao lado das do mestre de Hachikō, o Professor Ueno. O pelo de Hachikō, que foi preservado após sua morte, foi empalhado e uma figura taxidermizada está atualmente em exposição permanente no Museu Nacional de Ciência do Japão em Ueno, Tóquio.

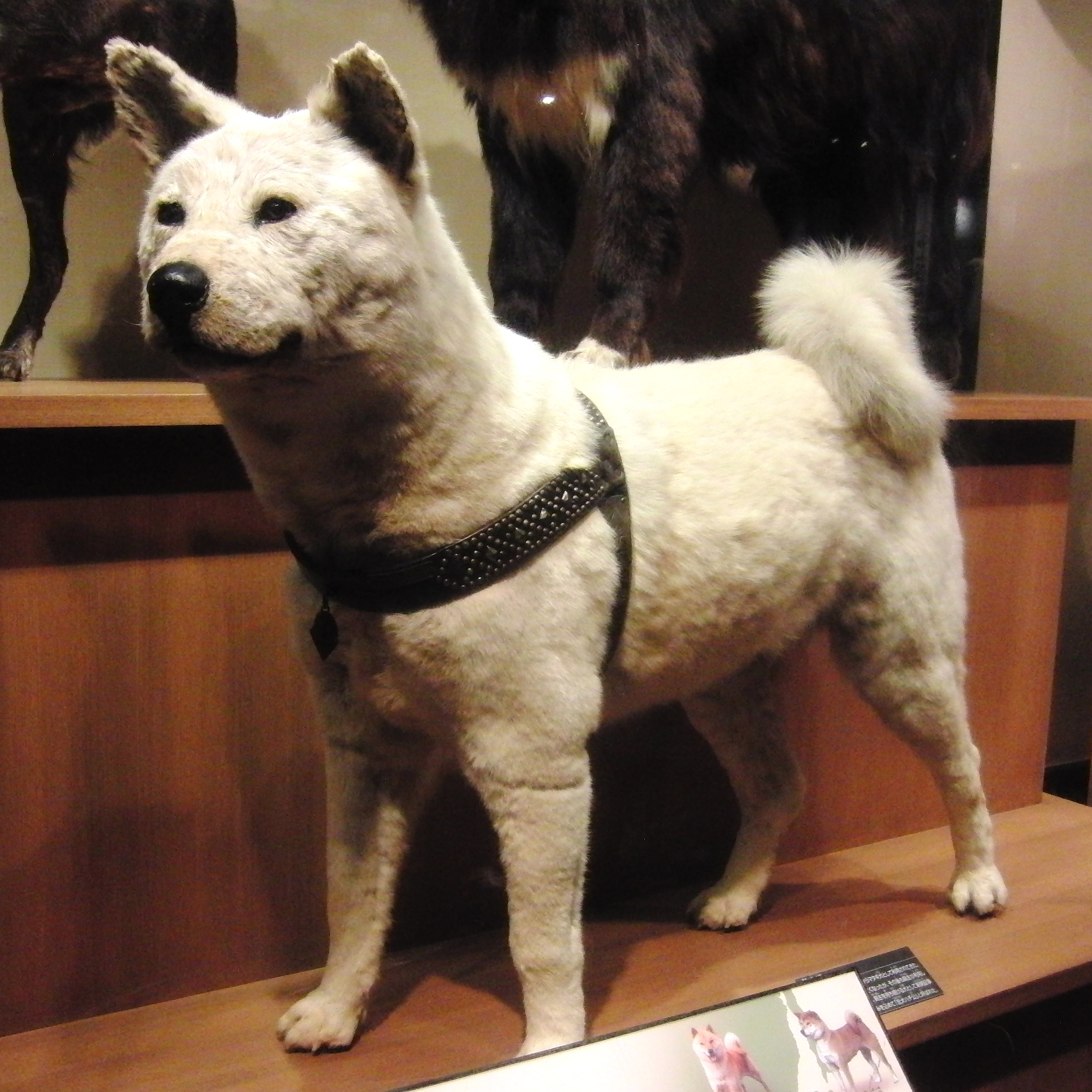
Figura taxidermizada de Hachikō exposta no Museu Nacional de Ciência do Japão em Ueno.

## Homenagens
Em 21 de abril de 1934, uma estátua de bronze de Hachikō, esculpida pelo renomado escultor Tern Ando, foi erguida em frente ao portão de bilheteria da estação de Shibuya, com um poema gravado em um cartaz intitulado "Linhas para um cão leal". A cerimônia de inauguração foi uma grande ocasião, com a participação do neto do professor Ueno e uma multidão de pessoas. No entanto, essa estátua foi derretida para ser reutilizada na fabricação de material para o esforço de guerra durante a Segunda Guerra Mundial, em abril de 1944.
Em 1948, dois anos após o fim do conflito armado, uma réplica foi feita por Takeshi Ando, filho do escultor original e posta no mesmo lugar da anterior, em uma cerimônia em 15 de agosto. Esta estátua está, até hoje, na Estação de Shibuya e é um ponto de encontro extremamente famoso e popular. A entrada da estação próxima a esta estátua é chamada de Hachikō-guchi (ハチ公口), que significa "A Entrada/Saída Hachikō", e é uma das cinco saídas da Estação de Shibuya.[carece de fontes?]

### Cerimônia anual

Helen Keller em frente à estátua de Hachiko, durante sua visita à Tóquio em outubro de 1948.

Todo dia 8 de março é realizada uma cerimônia solene na estação de trem, em homenagem à história do cão leal.
A lealdade dos cães da raça Akita já era conhecida pelo povo japonês há muito tempo. Em uma certa região do Japão, incontáveis são as histórias de cães desta raça que perderam suas vidas ao defenderem a vida de seus proprietários. Onde quer que estejam e para aonde quer que vão, têm sempre "um dos olhos" voltados para aqueles que deles cuidam. Por causa desse zelo, o Akita se tornou Patrimônio Nacional do povo japonês, tendo sido proibida sua exportação. Se algum proprietário não tiver condições financeiras de manter seu Akita, o governo japonês assume sua guarda.

### Estátua do reencontro
O dia 8 de março de 2015 marcou os 80 anos da morte de Hachikō e, para homenageá-lo, alunos da Faculdade de Agricultura da Universidade de Tóquio fizeram uma estátua representando o reencontro dos dois. Os recursos para a produção da estátua foram obtidos por doações.

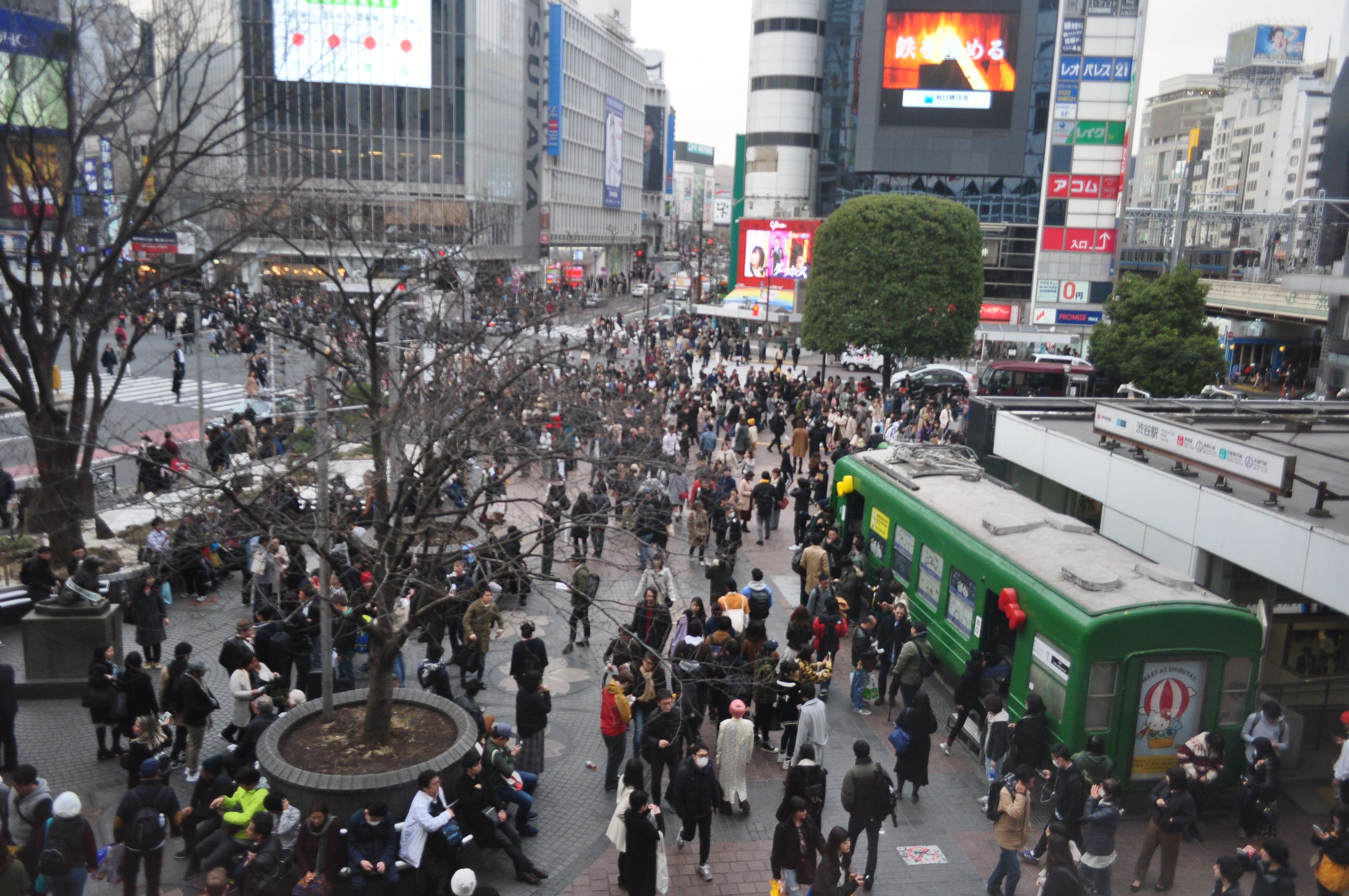
A entrada da Estação de Shibuya, onde está localizada a estátua de Hachiko.

## Hachiko na cultura popular

### Filmes
Em 1987, um filme japonês chamado Hachikō Monogatari (Hachi-kō ハチ公物語, literalmente "O Conto de Hachiko") foi lançado e contava a história do famoso cachorro e seu dono. Uma refilmagem americana foi feita em 2009, intitulada de Hachiko: A Dog's Story (Sempre ao Seu Lado, no Brasil), estrelada por Richard Gere, e ajudou a popularizar a história do famoso cão no ocidente.

### Televisão
- Em um episódio da quarta temporada do seriado Futurama, intitulado Jurassic Bark (De Volta ao Passado, no Brasil), o protagonista Fry encontra os restos fossilizados de seu cachorro, Seymour. Uma chance de clonar o animal é oferecida a ele, mas no meio do processo ele desiste, acreditando que o cachorro o teria esquecido depois que ele foi congelado, e que ele deveria também seguir em frente. No final do episódio é revelado que Seymour esperou por Fry por doze anos, até sua morte.
- No episódio Rikyu, O Cachorrinho em Frente à Estação, o anime Cãezinhos de Sorte homenageou a história de lealdade de Hachiko (2002).
- No 21º episódio do anime InuYasha, a estátua também é representada.
- No filme Scooby-Doo! and the Samurai Sword, uma estátua de bronze de Hachiko aparece no começo enquanto Velma explana a lenda e Scooby-Doo posa para foto com o monumento.
- No episódio 9 do anime Yoru no Yatterman, um chimpanzé chamado Sanpee imita a história de Hachiko. Seu dono não apareceu em casa por um longo tempo. O animal diz que, como admirava Hachiko, está imitando-o e então incessantemente protege o carro de seu proprietário dia após dia.
- No anime/mangá Nana, Nana Komatsu é apelidada Hachi uma vez que seja uma amiga leal assim como o cão Hachikō, de acordo com Nana Osaki.

### Livros
- Foi lançado em 2004 um livro infantil chamado Hachiko: The True Story of a Loyal Dog, escrito por Pamela S. Turner e ilustrador por Yan Nascimbene, ainda sem tradução para o português.
- Um pequeno romance para leitores de todas as idades chamado Hachiko Waits, escrito por Lesléa Newman e ilustrado por Machiyo Kodaira, foi publicada pela Henry & Colt Co. em 2004, também sem tradução para o português.
- Hachikō é uma personagem frequente no livro A História de Edgar Sawtelle, escrito por David Wroblewski e publicado no Brasil pela Intrínseca.

### Jogos
- No MMORPG AdventureQuest Worlds da Artix Entertainment, há uma estátua na torre de Akiba relembrando o cão.
- No vídeo game The World Ends with You para Nintendo DS, Shiki pede a Neku que a encontre na estátua de Hachiko.
- No jogo Ragnarök Online existe uma referência a Hachiko no Chapéu de Shiba Inu Preto e a Coleira da Fidelidade.
- No RPG Persona 5, é possível ver uma estátua de Hachiko em Shibuya.